# Tasiocera miseranda
Tasiocera miseranda är en tvåvingeart som beskrevs av Alexander 1950. Tasiocera miseranda ingår i släktet Tasiocera och familjen småharkrankar. Inga underarter finns listade i Catalogue of Life.